# Активний транспорт
Акти́вний тра́нспорт — опосередкований транспорт біомолекул, неорганічних іонів та малих молекул через цитоплазматичну або будь-яку іншу мембрану клітини. На відміну від пасивного транспорту, цей процес вимагає хімічної енергії у формі АТФ або різності концентрацій іншої речовини з двох боків мембрани. У цій формі транспорту, молекули рухаються проти електричного потенціалу, або концентраційного градієнту (збірна назва — Електрохімічний градієнт). Активний транспорт малих молекул або іонів через цитоплазматичну мембрану загалом здійснюється транспортними білками, які знаходяться в мембрані. Великі молекули, наприклад, крохмаль, також можуть бути активно перенесені через цитоплазматичну мембрану за допомогою процесів, відомих ендоцитоз і екзоцитоз, які залучають зміни в формі мембрани і вбудовуванні везикул в неї (ендосоми, екзосоми, фагосоми тощо).

## Типи
Є два головні типи активного транспорту: первинний і вторинний. У первинному транспорті, енергія АТФ безпосередньо використовується для перенесення бажаної молекули або іона через мембрану незалежно від будь-яких інших молекул. Вторинний транспорт вимагає використання дифузії іншої молекули через мембрани для того, щоб перенести бажану молекулу.

### Первинний активний транспорт
Первинний активний транспорт безпосередньо використовує енергію АТФ для перенесення молекули через мембрану . Більшість ферментів, які використовують цей вид транспорту, — трансмембранні АТФази. Найпоширенішою АТФазою, універсальний до всіх форм клітинного життя, є калій-натрієвий насос, який допомагає підтримувати клітинний потенціал.

### Вторинний активний транспорт
У вторинному активному транспорті, АТФ не використовується; натомість, енергія береться за рахунок різниці електрохімічних потенціалів іншої молекули .
Існує дві головні форми вторинного активного транспорту антипорт і симпорт.
Антипорт. Під час антипорту, два різних іона або молекули проходять мембрану у протилежних напрямках. Одна з цих молекул рухається уздовж градієнту електрохімічного потенціалу, звільняючи енергію, яка використовується для перенесення іншої молекули. Прикладом є натрій-кальцієвий обмінник, який дозволяє трьом іонам натрію проходити в клітину в обмін на вихід одного іона кальцію, який входить до клітини.
Багато клітин також мають кальцієву АТФазу, яка може діяти при нижчих внутріньоклітинних концентраціях кальцію і встановлює нормальний стан концентрації цього важливого іона. Але АТФаза експортує іони кальцію повільніше: тільки 30 іонів за секунду проти 2000 за секунду у антипорта. Антипорт вступає в гру, коли концентрація кальцію різко підвищується і гарантує швидке оновлення. Це показує, що єдиний вид іона може бути перенесений кількома ферментами, яким не потрібно бути активними весь цей час, натомість вони відповідають на специфіці, переривисті потреби.
Симпорт. Симпорт також використовує потік інших іонів або молекул уздовж електрохімічного градієнту для перенесення іншої молекули проти, але дві молекули рухаються у одному напрямку. Приклад — глюкозний симпортер, який переносить два іони натрію разом з молекулою глюкози, яку він імпортує в клітину.